# Злоћудово
Злоћудово је насељено место града Лесковца у Јабланичком округу. Према попису из 2022. било је 240 становника.
У непосредној близини насеља протиче река Јужна Морава и пролази нова деоница ауто-пута Е75 која обилази центар Лесковц. Злоћудово је данас познато по развијеној дрвној индустрији са више стругара које обрађују дрвну грађу са планине Кукавице.

## Демографија
У насељу Злоћудово живи 212 пунолетних становника, а просечна старост становништва износи 38,9 година (37,6 код мушкараца и 40,2 код жена). У насељу има 54 домаћинства, а просечан број чланова по домаћинству је 5,02.
Ово насеље је у потпуности насељено Србима (према попису из 2002. године), а у последња три пописа, примећен је пораст у броју становника.
|             | \| Демографија[1] \| Демографија[1] \| Демографија[1] \| \| Година \| Становника \| Становника \| \| -------------- \| -------------- \| -------------- \| \| 1948. \| 199 \| \| \| 1953. \| 207 \| \| \| 1961. \| 236 \| \| \| 1971. \| 242 \| \| \| 1981. \| 259 \| \| \| 1991. \| 260 \| 255 \| \| 2002. \| 271 \| 280 \| \| 2011. \| 252 \| \| \| 2022. \| 240 \| \| |            |
| Демографија | |            |
| Година      | Становника | Становника |
| 1948.       | 199 |            |
| 1953.       | 207 |            |
| 1961.       | 236 |            |
| 1971.       | 242 |            |
| 1981.       | 259 |            |
| 1991.       | 260 | 255        |
| 2002.       | 271 | 280        |
| 2011.       | 252 |            |
| 2022.       | 240 |            |

| Етнички састав према попису из 2002.‍ | Етнички састав према попису из 2002.‍ | Етнички састав према попису из 2002.‍ | Етнички састав према попису из 2002.‍ | Етнички састав према попису из 2002.‍ |
| ------------------------------------ | ------------------------------------ | ------------------------------------ | ------------------------------------ | ------------------------------------ |
|                                      |                                      |                                      |                                      |                                      |
| Срби                                 | Срби                                 |                                      | 271                                  | 100,0%                               |
| непознато                            | непознато                            |                                      | 0                                    | 0,0%                                 |

| Година пописа     | 1948. | 1953. | 1961. | 1971. | 1981. | 1991. | 2002. |
| ----------------- | ----- | ----- | ----- | ----- | ----- | ----- | ----- |
| Број домаћинстава | 24    | 30    | 39    | 46    | 50    | 54    | 54    |

| Број чланова      | 1 | 2 | 3 | 4 | 5  | 6  | 7 | 8 | 9 | 10 и више | Просек |
| ----------------- | - | - | - | - | -- | -- | - | - | - | --------- | ------ |
| Број домаћинстава | 2 | 3 | 6 | 4 | 14 | 20 | 3 | 1 | 0 | 1         | 5,02   |

| Пол    | Укупно | Неожењен/Неудата | Ожењен/Удата | Удовац/Удовица | Разведен/Разведена | Непознато |
| ------ | ------ | ---------------- | ------------ | -------------- | ------------------ | --------- |
| Мушки  | 110    | 19               | 83           | 8              | 0                  | 0         |
| Женски | 111    | 16               | 82           | 10             | 2                  | 1         |
| УКУПНО | 221    | 35               | 165          | 18             | 2                  | 1         |

| Пол    | Укупно                    | Пољопривреда, лов и шумарство | Рибарство                            | Вађење руде и камена | Прерађивачка индустрија       |
| ------ | ------------------------- | ----------------------------- | ------------------------------------ | -------------------- | ----------------------------- |
| Мушки  | 96                        | 67                            | 0                                    | 0                    | 18                            |
| Женски | 65                        | 48                            | 0                                    | 0                    | 10                            |
| УКУПНО | 161                       | 115                           | 0                                    | 0                    | 28                            |
| Пол    | Производња и снабдевање   | Грађевинарство                | Трговина                             | Хотели и ресторани   | Саобраћај, складиштење и везе |
| Мушки  | 0                         | 1                             | 5                                    | 1                    | 3                             |
| Женски | 0                         | 0                             | 3                                    | 2                    | 0                             |
| УКУПНО | 0                         | 1                             | 8                                    | 3                    | 3                             |
| Пол    | Финансијско посредовање   | Некретнине                    | Државна управа и одбрана             | Образовање           | Здравствени и социјални рад   |
| Мушки  | 0                         | 0                             | 1                                    | 0                    | 0                             |
| Женски | 0                         | 1                             | 0                                    | 1                    | 0                             |
| УКУПНО | 0                         | 1                             | 1                                    | 1                    | 0                             |
| Пол    | Остале услужне активности | Приватна домаћинства          | Екстериторијалне организације и тела | Непознато            | Непознато                     |
| Мушки  | 0                         | 0                             | 0                                    | 0                    | 0                             |
| Женски | 0                         | 0                             | 0                                    | 0                    | 0                             |
| УКУПНО | 0                         | 0                             | 0                                    | 0                    | 0                             |